# Jiří Lederer
Jiří Lederer (ur. 15 lipca 1922 w Kvasinach, zm. 12 października 1983 w Monachium) – czeski dziennikarz, publicysta i działacz polityczny, dysydent. 

## Życiorys
Jego ojciec pochodził z rodziny czesko–żydowskiej, był właścicielem fabryki tekstylnej i sklepu. Zginął w wypadku, gdy Jiří miał kilka lat. Jego matka ponownie wyszła za mąż. Jego wujem był Miroslav Hajn, syn Antonína Hajna. Młodość spędził w mieście Solnice, a do gimnazjum uczęszczał w Rychnovie nad Kněžnou. W 1941 roku zdał maturę, przeniósł się następnie do Pragi, gdzie próbował znaleźć zatrudnienie w branży teatralnej.
W maju 1942 roku debiutował jako recenzent w lokalnym czasopiśmie „Posel z Podhoří”. Na początku 1943 roku podjął pracę w zakładach przedsiębiorstwa Jawa, niedługo później został jednak wysłany na roboty przymusowe na Dolny Śląsk, gdzie trafił do Świdnicy. W maju 1943 roku uciekł do Czech, gdzie przez rok ukrywał się u swoich znajomych. W 1944 roku wyszedł z ukrycia, rozpowiadając, że został zwolniony z więzienia.
Podjął studia na Wyższej Szkole Handlowej w Pradze oraz na Wydziale Artystycznym Uniwersytetu Karola. Podjął pracę jako dziennikarz, publikując na łamach m.in. czasopism „Hlas”, „Cíle” i „Práva lidu”. Był członkiem Czeskiej Partii Socjaldemokratycznej, a od 1947 roku także Klubu Politycznego „Demokracja Socjalistyczna”. W tym samym roku objął stanowisko redaktora naczelnego tygodnika „Směr”, sympatyzował z Komunistyczną Partią Czechosłowacji, której został później członkiem. W 1948 roku poparł komunistyczny zamach stanu.
1 maja 1948 roku został powołany do wojska i skierowany do szkoły podoficerskiej. Bo trzech miesiącach został jednak zwolniony. Na przełomie 1948 i 1949 roku przebywał na stypendium na Uniwersytecie Jagiellońskim. Następnie publikował w czasopiśmie „Budujeme”, miał także współpracować z gazetą „Rudé právo”. Od 1951 roku pracował w redakcji tygodnika „Svět práce”, w tym samym roku pozbawiony został prawa wykonywania zawodu dziennikarza i podjął pracę jako tokarz, a następnie jako górnik. Pozbawiono go także członkostwa w KSČ. 
W 1954 roku został przyjęty do pracy w czasopiśmie „Svět sovětů”, wydawanego przez Towarzystwo Przyjaźni Czechosłowacko-Radzieckiej. W 1956 roku rozpoczął pracę w nowo otwartym dzienniku „Večerní Praha”, dwa lata później został jednak zmuszony do samokrytyki i następnie usunięty z redakcji. Spodowowane było to pozytywnym zrecenzowaniem powieści Tchórze Josefa Škvoreckiego.
Następnie przez kilka lat publikował w czasopiśmie „Technické noviny”. W sierpniu 1962 roku został kierownikiem działu badań i analiz czechosłowackiego radia, w tym czasie publikował w tygodniku „Svět v obrazech” i miesięczniku kulturalnym „Plamen”. W 1966 roku wziął ślub z Polką, Elżbietą z d. Kowalik, miał z nią córkę Monikę. W 1967 roku przesłał do emigracyjnego czasopisma „Svědectví” analizę nastrojów społecznych swojego autorstwa. W tym samym roku otrzymał nagrodę Stowarzyszenia Dziennikarzy Polskich. Był działaczem na rzecz współpracy czesko-polskiej.
Publikował w tygodniku „Literární listy” Związku Pisarzy Czechosłowackich, a przekłady jego artykułów publikowano m.in. w „Kulturze”. Pisał także do gazet „Filmové a televizní noviny”, „Zemědělské noviny”, „Zítřek” i „Reportér”. W czerwcu 1968 roku został odznaczony Orderem Czerwonego Sztandaru Pracy. Podczas intwerwencji Układu Warszawskiego w Czechosłowacji był członkiem Komitetu Porozumiewawczego Stowarzyszeń Twórczych. W okresie tzw. normalizacji został usunięty ze związku zawodowego dziennikarzy i z partii, a w 1970 roku został aresztowany pod zarzutem współudziału w spisku wymierzonego w Polską Rzeczpospolitą Ludową. W styczniu 1972 roku został ponownie aresztowany, a 2 lutego 1972 roku skazany na dwa lata więzienia. W grudniu tego samego roku został warunkowo zwolniony z więzienia.
Podjął pracę jako recenzent wydawniczy książek z zakresu polskiej literatury współczesnej. Zajmował się także twórczością Adama Mickiewicza i tłumaczeniem listów Juliusza Słowackiego. W latach 70. XX wieku był autorem pierwszej biografii Jana Palacha. W 1976 roku, wraz z żoną, był jednym z sygnatariuszy Karty 77, 13 stycznia 1977 roku został w związku z tym aresztowany, a następnie skazany na trzy lata więzienia. Podczas uwięzienia został honorowym członkiem norweskiego PEN Clubu, więzienie opuścił w 1980 roku. 1 września 1980 roku został pozbawiony czechosłowackiego obywatelstwa i wraz z rodziną wyjechał do Republiki Federalnej Niemiec. Na emigracji publikował w czasopismach „Listy”, „Magazín” i „Obrys”, nawiązał także kontakt z paryskim Instytutem Literackim i Jerzym Giedroyciem. Współpracował także z ks. Franciszkiem Blachnickim, Mirosławem Chojeckim, Pavlem Tigridem, Dominikiem Morawskim i Tomaszem Mianowiczem.
Zmarł nagle, na zawał serca. W 1986 roku czasopisma „Zeszyty Literackie” i „Svědectví” ustanowiły nagrodę jego imienia.